# Antun Mihanović
Antun Mihanović pl. Petropoljski, född 10 juni 1796 i Zagreb, död 14 november 1861 i Novi dvori vid Klanjec i dåvarande kejsardömet Österrike, var en kroatisk poet, sångtextförfattare och österrikisk diplomat främst ihågkommen för att ha skrivit texten till Kroatiens nationalsång Lijepa naša domovino. 

## Biografi

### Uppväxt och utbildning
Mihanović föddes 1796 i Zagreb i dåvarande kejsardömet Österrike. Han var son till Matija Mihanović och Justina Kušević. Mihanović slutförde grundskola och gymnasium i hemstaden. Han studerade därefter vid den kungliga vetenskapsakademien i Zagreb. 

### Karriär
Från 1813 arbetade han som jurist vid banens hov, 1815-1821 som militär domare företrädandevis i Italien, 1826-1836 som förvaltningstjänsteman i Rijeka där han diktade Horvatska domovina (Kroatiska fosterland) som skulle komma att ligga till grund för Kroatiens nationalsång. 1836-1858 arbetade han som österrikisk diplomat. Han var Österrikes första konsul i Belgrad och var senare konsul i Thessaloníki, Izmir, Istanbul och Bukarest. Han pensionerades 1858 och levde därefter till sin död i Novi dvori vid Klanjec.

### Fotnoter
1. 1 2  Fluminensia.org Arkiverad 2 november 2022 hämtat från the Wayback Machine. (kroatiska)
2. 1 2  Lexikografiska institutet "Miroslav Krleža" Arkiverad 29 oktober 2013 hämtat från the Wayback Machine. (kroatiska)